# Bogdása
Bogdása (horvátul: Bogdašin) község Baranya vármegyében, a Sellyei járásban.

## Fekvése
Sellye nyugati szomszédságában helyezkedik el, Drávafoktól délkeletre.

### Megközelítése
Legfontosabb közúti megközelítési útvonala a Harkány-Sellye-Darány közt húzódó 5804-es út, ezen érhető el mindhárom említett település irányából. A megyeszékhely, Pécs felől Szigetváron vagy Sellyén keresztül át közelíthető meg a legegyszerűbben.

## Története
A falu nevének legkorábbi, ma ismert említése egy 1266-os okiratban lelhető fel, mely arról tanúskodik, hogy a Haraszt-nemzetségbeli Miklós bán fiai megosztoztak egymással az országbíró előtt. Az írás szerint az öt fiú közül Sebestyén és Péter kapta Bogdását és hozzá Kustánt, Baranyában.
Később a Cserményiek birtokolták a falut, de 1466-ban a pécsi káptalan megvásárolta a területet. A török hódoltság idején a vidék elnéptelenedett, a 18. század  elején lakatlan pusztaként került vissza a káptalan birtokába. A 19. század közepétől német és délszláv családok telepednek le a faluban.
A mai lakosság vegyesen római katolikus és református vallású, mindkét felekezetnek önálló temploma van. A katolikus templom Szent Péter és Pál tiszteletére épült, szentélye 15. századi gótikus formát őriz, így az Ormánság legrégebbi, ma is álló egyházi építménynek tekinthető. Az épületet 1749-ben restaurálták, ekkor kapott barokk formát a templomhajó és a torony. Berendezése is figyelemre méltó, a fő és mellékoltárok, az orgona, a keresztelő kút a 18. században készült copf stílusban.
A reformátusoknak már 1734-ben önálló prédikátoruk volt, de 1747-ben elvették tőlük a kőből épült templomukat. 1786-ban II. József türelmi rendelete következményeként építhettek újat, amit 1834-ben szenteltek fel.
Saját papja hosszú ideje nincs a falunak: a katolikus híveket a sellyei plébános, a reformátusokat pedig a Drávafok–Kétújfalui Református Társegyházközség lelkésze látja el. Az egyik korábbi polgármester kezdeményezésére több alkalommal tartottak a községben ökumenikus istentiszteleteket is, ezzel is hangsúlyozva a falu közösségéért érzett felelősséget.
A 2018-as országgyűlési választások során hibát vétettek a választási bizottság tagjai, ugyanis 25 pártlistás szavazólappal több volt az urnában, mint kellett volna. Valószínű, hogy a 25 nemzetiségi választónak adták oda a pártlistás íveket, amik így érvénytelenek lettek.

## Közélete

### Polgármesterei
- 1990–1994: Keresztes Sándor (független)[7]
- 1994–1998: Keresztes Sándor (MSZP)[8]
- 1998–2002: Keresztes Sándor (MSZP)[9]
- 2002–2006: Szatyor Győző (független)[10]
- 2006–2010: Szatyor Győző (független)[11]
- 2010–2014: Nagy Árpád (független)[12]
- 2014–2019: Nagy Árpád (független)[13]
- 2019–2021: Nagy Árpád (független)[14]
- 2022–2024: Vilyevácz Zoltán Pálné (független)[15]
- 2024– : Vilyevácz Zoltán Pálné (független)[1]

A településen 2022. július 3-án időközi polgármester-választást kellett tartani, mert az előző faluvezető 2021. április 19-én elhunyt. A két dátum közt eltelt, szokatlanul nagy időtávot a koronavírus-járvány miatt elrendelt korlátozások indokolták, mivel a járványhelyzet ideje alatt Magyarországon nem lehetett új választást kitűzni.

## Népesség
A település népességének változása:
| Lakosok száma | 283  | 268  | 256  | 230  | 232  | 234  | 225  | 222  |
|               | 2013 | 2014 | 2015 | 2019 | 2021 | 2022 | 2023 | 2024 |

A 2011-es népszámlálás során a lakosok 76,1%-a magyarnak, 24,3% cigánynak, 2,9% horvátnak, 0,4% románnak mondta magát (23,9% nem nyilatkozott; a kettős identitások miatt a végösszeg nagyobb lehet 100%-nál). A vallási megoszlás a következő volt: római katolikus 45,3%, református 9,4%, evangélikus 1,1%, felekezeten kívüli 9,4% (33,3% nem nyilatkozott).
2022-ben a lakosság 88,9%-a vallotta magát magyarnak, 13,2% cigánynak, 2,6% románnak, 1,3% horvátnak, 0,9% görögnek, 0,9% németnek, 0,4% szerbnek, 0,9% egyéb, nem hazai nemzetiségűnek (10,7% nem nyilatkozott; a kettős identitások miatt a végösszeg nagyobb lehet 100%-nál). Vallásuk szerint 44% volt római katolikus, 15% református, 1,7% görög katolikus, 2,1% egyéb katolikus, 9,4% felekezeten kívüli (26,9% nem válaszolt).

## Nevezetességei
A környék fő vonzerejét a Duna–Dráva Nemzeti Park kezelésében álló ártéri erdők és rétek adják, melyek gazdag élővilágot, sok védett ritkaságot kínálnak a természetjáróknak. Bogdása határában található az ország egyik legnagyobb tölgyfája is.
A község tereit Szatyor Győző országosan elismert faműves szobrászművész (a falu korábbi tiszteletbeli polgármestere) alkotásai díszítik, például a millenniumi emlékmű, a barokk stációs kereszt, a temető harangtornya, a buszmegálló, de kerítések, kapuk, és a még készülőfélben lévő famunkák is látványosságnak számítanak.
A 19. században még állt a környék egyik akkori nevezetessége, a Becsali-csárda, mely a dél-dunántúli betyárvilág egykori legendás fogadója volt Drávafok és Bogdása között, és pontosan a megyehatárra építették oly módon, hogy egyik szobájából Baranya, a másikból Somogy vármegye irányában menekülhettek el az ott megszálló szegénylegények az ellenkező irányból érkező pandúrok elől.